# Serie A1 2017-2018 (pallamano femminile)
La Serie A1 2017-2018 è stata la 49ª edizione della massima serie del campionato italiano di pallamano femminile. Il campionato è iniziato il 10 ottobre 2017 e si è concluso il 10 maggio 2018. Il campionato è stato vinto per la sesta volta, la seconda consecutiva, dal PDO Salerno, che nella finale play-off ha sconfitto l'Conversano.

## Stagione

### Avvenimenti
Dalla Serie A1 2016-2017 erano state retrocesse il Mestrino e l'Nuoro, mentre dalla Serie A2 2016-2017 erano state promosse l'Oderzo e l'SSV Bolzano, vincitrici dei play-off promozione.
L'SSV Bolzano ha rinunciato alla partecipazione al campionato di Serie A1, mentre il Messana è stato escluso per non aver prodotto la documentazione richiesta. L'organico della Serie A1 si è così ridotto da 14 a 12 squadre.

### Formula
Il campionato si è svolto tra 12 squadre che si affrontarono con la formula del girone all'italiana con partite di andata e ritorno.
Per ogni incontro i punti assegnati in classifica erano così determinati:
- due punti per la squadra che vince l'incontro;
- un punto per il pareggio;
- zero punti per la squadra che perde l'incontro.

Al termine della stagione regolare le prime quattro squadre classificate accedevano ai play-off, mentre le ultime due classificate venivano retrocessa in Serie A2. Ai play-off si partiva dalle semifinali con gare di andata e ritorno; le vincenti si sfidavano in finale di andata e ritorno, e la vincente veniva proclamata Campione d'Italia.
Al termine dei playoff, a seconda dei risultati ottenuti dopo la finale, vengono emessi i seguenti verdetti:
- 1ª classificata: è proclamata campione d'Italia ed acquisisce il diritto a partecipare alla EHF Cup;
- 2ª classificata: acquisisce il diritto a partecipare alla EHF Challenge Cup;
- 3ª classificata: acquisisce il diritto a partecipare alla EHF Challenge Cup;
- 11ª classificata: retrocede in Serie A2;
- 12ª classificata: retrocede in Serie A2.

## Squadre partecipanti
| Squadra                | Città                | Palasport                   | Stagione precedente             |
| ---------------------- | -------------------- | --------------------------- | ------------------------------- |
| Amatori Conversano     | Conversano (BA)      | Pala San Giacomo            | 2º posto in Serie A1            |
| Ariosto Ferrara        | Ferrara              | Palaboschetto               | 10º posto in Serie A1           |
| Brixen Südtirol        | Bressanone (BZ)      | Raiffeisen Arena            | 7º posto in Serie A1            |
| Cassano Magnago        | Cassano Magnago (VA) | PalaTacca                   | 4º posto in Serie A1            |
| Dossobuono             | Dossobuono (VR)      | PalaDossobuono              | 8º posto in Serie A1            |
| Estense Ferrara        | Ferrara              | Palaboschetto               | 5º posto in Serie A1            |
| Flavioni Civitavecchia | Civitavecchia (RM)   | PalaGrammatico              | 12º posto in Serie A1           |
| Leonessa Brescia       | Brescia              | Centro Sportivo San Filippo | 9º posto in Serie A1            |
| Oderzo                 | Oderzo (TV)          | PalaOpitergium              | Vincitrice play-off in Serie A2 |
| PDO Salerno            | Salerno              | PalaPalumbo                 | 1º posto in Serie A1            |
| Casalgrande            | Casalgrande (RE)     | PalaKeope                   | 3º posto in Serie A1            |
| Teramo                 | Teramo               | Pala San Nicolò             | 6º posto in Serie A1            |

## Classifica finale
Classifica finale come da sito FIGH.
|  | Pos. | Squadra                | Pt | G  | V  | N | P  | GF  | GS  | DR   |
|  | ---- | ---------------------- | -- | -- | -- | - | -- | --- | --- | ---- |
|  | 1.   | PDO Salerno            | 42 | 22 | 21 | 0 | 1  | 654 | 434 | +220 |
|  | 2.   | Amatori Conversano     | 42 | 22 | 21 | 0 | 1  | 666 | 474 | +192 |
|  | 3.   | Cassano Magnago        | 28 | 22 | 13 | 2 | 7  | 595 | 576 | +29  |
|  | 4.   | Casalgrande            | 27 | 22 | 12 | 3 | 7  | 536 | 556 | -20  |
|  | 5.   | Oderzo                 | 26 | 22 | 13 | 0 | 9  | 560 | 520 | +40  |
|  | 6.   | Brixen Südtirol        | 22 | 22 | 10 | 2 | 10 | 528 | 496 | +32  |
|  | 7.   | Dossobuono             | 19 | 22 | 9  | 1 | 12 | 603 | 597 | +6   |
|  | 8.   | Leonessa Brescia       | 18 | 22 | 7  | 4 | 11 | 556 | 579 | -23  |
|  | 9.   | Estense Ferrara        | 15 | 22 | 7  | 3 | 12 | 516 | 544 | -28  |
|  | 10.  | Flavioni Civitavecchia | 10 | 22 | 5  | 0 | 17 | 516 | 592 | -76  |
|  | 11.  | Ariosto Ferrara        | 9  | 22 | 4  | 1 | 17 | 540 | 649 | -109 |
|  | 12.  | Teramo                 | 4  | 22 | 2  | 0 | 20 | 529 | 782 | -243 |

Legenda:
      Ammessa ai play-off.
      Retrocessa in Serie A2.
Note:
Due punti a vittoria, uno a pareggio, zero a sconfitta.

## Play-off scudetto

### Semifinali
|             | Risultati |             | Luogo e data                |
| ----------- | --------- | ----------- | --------------------------- |
| Casalgrande | 20 - 29   | PDO Salerno | Casalgrande, 28 aprile 2018 |
| PDO Salerno | 31 - 20   | Casalgrande | Salerno, 1º maggio 2018     |
|             |           |             |                             |

|                 | Risultati |                 | Luogo e data                    |
| --------------- | --------- | --------------- | ------------------------------- |
| Cassano Magnago | 26 - 27   | Conversano      | Cassano Magnago, 28 aprile 2018 |
| Conversano      | 30 - 21   | Cassano Magnago | Conversano, 1º maggio 2018      |
|                 |           |                 |                                 |

### Finale
|             | Risultati |             | Luogo e data              |
| ----------- | --------- | ----------- | ------------------------- |
| Conversano  | 18 - 25   | PDO Salerno | Conversano, 6 maggio 2018 |
| PDO Salerno | 25 - 12   | Conversano  | Salerno, 10 maggio 2018   |
|             |           |             |                           |

## Statistiche

### Classifica marcatori
Fonte: sito FIGH.
| Pos. | Giocatore         | Squadra            | Reti |
| ---- | ----------------- | ------------------ | ---- |
| 1.   | Daniela Palarie   | Teramo             | 216  |
| 2.   | Arasay Duran      | Oderzo             | 199  |
| 3.   | Suleiky Gomez     | PDO Salerno        | 179  |
| 4.   | Giada Babbo       | Amatori Conversano | 172  |
| 5.   | Natalia Girotto   | Leonessa Brescia   | 149  |
| 6.   | Ilenia Furlanetto | Casalgrande        | 142  |
| 7.   | Neli Dobreva      | Ariosto Ferrara    | 141  |
| 8.   | Sofia Ghilardi    | Dossobuono         | 134  |
| 9.   | Chiara Bonamano   | Flavioni           | 127  |
| 10.  | Marijana Tanić    | Leonessa Brescia   | 121  |